# جو لونغ
جو لونغ (بالإنجليزية: Joe Long)‏ هو عازف قيثارة وموسيقي أمريكي، ولد في 5 سبتمبر 1932 في إليزابيث في الولايات المتحدة.

## وصلات خارجية
- جو لونغ على موقع IMDb (الإنجليزية)
- جو لونغ على موقع IMDb (الإنجليزية)
- جو لونغ على موقع ميوزك برينز (الإنجليزية)
- جو لونغ على موقع ديسكوغز (الإنجليزية)
- جو لونغ على موقع ديسكوغز (الإنجليزية)